# Плотников, Юрий Петрович
Юрий Петрович Плотников (1935—2005) — бригадир дорожно-строительного участка СУ-38, Красноярский край, Герой Социалистического Труда.

## Биография
Родился 15 февраля 1935 года в городе Верхнеуральск Челябинской области.
В Богучанский район Красноярского края приехал в 1968 году и начал работать бульдозеристом на строительстве лесовозных дорог Бедобинского стройучастка. За добросовестный труд был назначен бригадиром дорожно-строительной укрупнённой бригады, каждый член которой владел двумя-тремя смежными профессиями. Позже на базе этой бригады была создана Всесоюзная школа передового опыта — сюда приезжали учиться строительству лесовозных автодорог со всего Советского Союза. О работе бригады был снят документальный фильм и изданы книги.
Кроме производственной, Юрий Петрович занимался и общественной деятельностью — избирался членом ЦК профсоюза лесной промышленности.
Умер Ю. П. Плотников 13 июля 2005 года. Место захоронения: с. Богучаны, Богучанского района, Красноярского края.

## Награды
- В 1986 году Юрию Петровичу Плотникову было присвоено звание Героя Социалистического Труда с вручением золотой медали «Серп и Молот».
- Лауреат Государственной премии СССР (за высокую эффективность и качество работы на основе изыскания и использования внутренних резервов)[3].
- Также был награждён орденом «Трудового Красного Знамени» и медалями.